# Kwas usninowy
Kwas usninowy – organiczny związek chemiczny, wielofunkcyjna pochodna dibenzofuranu. Należy do metabolitów wtórnych porostów, zwanych kwasami porostowymi. Występuje w postaci dwóch enancjomerów różniących się konfiguracją grupy metylowej w pozycji 9b. Spotykany jest jedynie wśród niektórych rodzajów porostów, np. żyłecznik (Alectoria), chrobotek (Cladonia), brodaczka (Usnea), misecznica (Lecanora), odnożyca (Ramalina) i mąkla (Evernia)

## Zastosowanie
Wykazuje on wysoką aktywność przeciwbakteryjną, przeciwwirusową, przeciwgrzybiczą, a także właściwości przeciwzapalne, przeciwbólowe i przeciwgorączkowe. Ma działanie gojące, powlekające, osłaniające, odtruwające, oczyszczające, nawilżające, antyseptyczne, przeciwtłuszczowe i przeciwtrądzikowe, ogranicza nadmierne wydzielanie sebum oraz regeneruje zniszczone włosy. Dlatego wiele porostów, a także ekstrakty zawierające kwas usninowy znalazły zastosowanie w przemyśle leczniczym, perfumeryjnym, kosmetycznym; jak również do zastosowań ekologicznych.
Porosty należące do rodzajów zawierających kwas usninowy stosowano w produkcji leków naturalnych na całym świecie. Wiele gatunków chrobotków było stosowanych w leczeniu gruźlicy. Brodaczki natomiast wykorzystane były w Azji, Afryce i Europie do łagodzenia bólu i gorączki. Hipokrates miał używać brodaczki właściwej (Usnea barbata) w leczeniu układu moczowego. W Chinach Usnea longissima miała pomagać w gojeniu ran i jako środek wykrztuśny.

## Toksyczność
Toksyczność kwasu usninowego dla ludzi jest niewielka. Do działań niepożądanych należą: podrażnienie i alergiczne zapalenie skóry, a czasami towarzyszy mu zapalenie spojówek. Bardzo rzadko spotykane są przypadki alergii.
Powszechnie stosowany jako składnik preparatów wspomagających odchudzanie, aczkolwiek od lat 90. XX wieku wskazywano, że wywołuje ostre zapalenie wątroby i kwasicę mleczanową.